# HD8226
HD8226 — подвійна зоря. 
Ця подвійна система має видиму зоряну величину в смузі V приблизно 7,3.
Вона розташована на відстані близько 1482,5 світлових років від Сонця.

## Подвійна зоря
Головна зоря цієї системи належить до хімічно пекулярних зір й має спектральний клас A2.
Інша компонента має  спектральний клас F2.